# Cyphoma macumba
Cyphoma macumba là một loài ốc biển, là động vật thân mềm chân bụng sống ở biển trong họ Ovulidae.

## Miêu tả
Chiều dài tối đa của vỏ ốc được ghi nhận là 32.5 mm.

## Môi trường sống
Độ sâu tối thiểu được ghi nhận là 2 m. Độ sâu tối đa được ghi nhận là 10 m.